# Миломир Савчић
Миломир Савчић (Хан Пијесак, 7. децембар 1959) пензионисани је генерал-мајор Војске Републике Српске. Предсједник је Борачке организације Републике Српске.

## Биографија
Послије завршене основне школе у Хан Пијеску 1974. године, уписује Војну гимназију „Братство и јединство“ у Београду и завршио је 1978. године. Војну академију копнене војске, смјер пјешадија, завршио је 1982. године у Сарајеву. У статусу официра ЈНА службовао је у гарнизонима Панчево и Сарајево. У вријеме почетка ратних сукоба у бившој Југославији био је на служби у гарнизону Сарајево на дужности наставника тактике у чину капетана прве класе.
У Војску Републике Српске ступио је 15. маја 1992. године. Цијели период Одбрамбено-отаџбинског рата, био је командант 65. заштитног моторизованог пука, најелитније и најтрофејније јединице српске војске. У борбеним дејствима тешко је рањен. Пензионисан је 7. марта 2002. године, по основу инвалидности од посљедица рањавања. Током официрске каријере одликован је Медаљом за војне заслуге, Орденом за војне заслуге са сребрним мачевима и Оденом Карађорђеве звијезде III реда.